# Milena Kovaříková
Milena Kovaříková (* 17. června 1958 Zlín) je česká politička, v letech 2008 až 2020 zastupitelka Zlínského kraje (v letech 2008 až 2012 radní kraje), v letech 2002 až 2006 starostka města Brumova-Bylnice na Zlínsku, členka ČSSD.

## Život
Vystudovala Střední školu ekonomickou ve Znojmě (maturovala v roce 1977), pak pracovala jako ekonomka. Od roku 1993 soukromě podniká v oblasti účetního poradenství.
Byla rovněž zaměstnaná v Agentuře ochrany přírody a krajiny ČR a doplnila si vzdělání na Univerzitě Jana Amose Komenského Praha (získala titul Mgr.).
Od roku 2009 předsedá dozorčí radě obecně prospěšné společnosti Energetická agentura Zlínského kraje a od roku 2010 je členkou dozorčí rady obecně prospěšné společnosti Park Rochus. Zároveň působí jako členka školské rady Středního odborného učiliště Valašské Klobouky.
Milena Kovaříková je vdaná a má dvě děti.

## Politické působení
Je členkou ČSSD.
Do politiky vstoupila, když byla v komunálních volbách v roce 2002 zvolena jako nestraník za subjekt "Sdružení nezávislých kandidátů (SNK) VLÁRA" do Zastupitelstva města Brumova-Bylnice ve Zlínském kraji. Mandát zastupitelky města obhájila v komunálních volbách v roce 2006 jako členka ČSSD na kandidátce této strany a stejně tak i v komunálních volbách v roce 2010. Navíc byla od listopadu 2002 do listopadu 2006 starostkou města Brumova-Bylnice, pracovala též jako členka Sportovní komise Rady města Brumova-Bylnice. Ve volbách v roce 2014 obhájila mandát zastupitelky města, když vedla kandidátku ČSSD, působí také jako členka Kontrolního výboru.
Do vyšší politiky vstoupila, když byla v krajských volbách v roce 2008 zvolena za ČSSD do Zastupitelstva Zlínského kraje a vzápětí byla zvolena i radní kraje pro oblasti zemědělství, životní prostředí a rozvoj venkova. V krajských volbách v roce 2012 obhájila mandát krajské zastupitelky (ve funkci radní však už nepokračovala). Také ve volbách v roce 2016 obhájila mandát krajské zastupitelky. Stejně tak ve volbách v roce 2020, avšak tentokrát již neuspěla.
V doplňovacích volbách do Senátu PČR v roce 2014 v obvodu č. 80 - Zlín kandidovala za ČSSD, ale neuspěla, když skončila na třetím místě se ziskem 16,09 % hlasů.
Ve volbách do Senátu PČR v roce 2018 opět kandidovala za ČSSD v obvodu č. 80 – Zlín. Se ziskem 8,16 % hlasů skončila na 5. místě.